# Валя (Хунедоара)
Валя (рум. Valea) — село у повіті Хунедоара в Румунії. Входить до складу комуни Зам.
Село розташоване на відстані 330 км на північний захід від Бухареста, 34 км на північний захід від Деви, 111 км на південний захід від Клуж-Напоки, 108 км на схід від Тімішоари.

## Населення
За даними перепису населення 2002 року у селі проживали 29 осіб, усі — румуни. Усі жителі села рідною мовою назвали румунську.